# カベンネ・ラメ
カベンネ・ラメ(Khabane Lame)、カビー・ラメ(Khaby Lame)は、セネガル生まれで、イタリアのキヴァッソを拠点としているTikToker。2021年、他人のライフハック（効率化された仕事術）をうたいながら過度に複雑化した動画を無言で皮肉る動画で人気を博し、2021年時点で世界1位のフォロワー数を誇る。

## 経歴
ラメは2000年3月9日にセネガルで生まれた。1歳の時、家族と共にイタリア・キヴァッソの公営住宅へ移住した。兄弟姉妹が3人いる。彼自身はトリノ近くの工場でコンピュータ数値制御オペレーターとして働いていたが、2020年3月に解雇された。
その後、COVID-19パンデミックが続く中で、ラメは3月15日にTikTokへの動画投稿を始めた。初期はダンスやビデオゲームの動画を撮っており、ほとんどの動画内でイタリア語を話し、イタリア語字幕を付けていた。しかし彼が広く知られるようになったきっかけは、他人が投稿した極端に複雑な「ライフハック」動画に、同じ作業を単純に無言でこなす動画を追加する、「デュエット」「スティッチ」などと呼ばれる形式のTikTok動画だった。
2021年4月、ジャンルカ・ヴァッキを追い抜きイタリアで最も多いフォロワー数を誇るTikTokerとなった。さらに2021年7月にはアディソン・レイを抜いて、世界2位のフォロワー数を獲得した。2021年8月には、ユヴェントスFCでのマヌエル・ロカテッリの新選手アナウンスメントで共演した。

## TikTokerとしての特徴と分析
『ニューヨーク・タイムズ』紙のテイラー・ローレンツやジェイソン・ホロヴィッツは、ラメが成功した秘訣は「万人共通の苛立ち」を掘り起こした点にあり、ほとんどの「完全に組織的な」TikTokスターたちと異なっている、と分析している。クリエイター経済誌であるThe Publish Pressの創設者サミール・チャウドリーによれば、ラメの魅力は「演出を超える本物性」と「頑張りすぎていない」点にあるという。アメリカのマーケティング代理店Thirty6Fiveの創設者クリスティーナ・フェラーズは、「彼の苛立ちは共感できるもので、この感情は万人共通」であると述べている。ラメ自身は、自分が名声を得た理由をユーモラスな表情表現や沈黙を貫く表現方法に求めており、これらは「出来る限り多くの人々に届ける方法」であると解説している。2021年10月の時点で、TikTokでいいね数が多い動画トップ17のうち6本がラメのビデオであった。
ラメは自分が影響を受けた人物としてウィル・スミス、エディ・マーフィー、ケッコ・ザローネを挙げている。

## 私生活
2020年10月、ラメはザイラ・ヌッチ（Zaira Nucci）と婚約したと公表した。2021年時点で、ラメは自身の代理人と共にミラノに住んでいる。ラメは幼少期からイタリアに住んでいるにもかかわらず、イタリアのパスポートや市民権を持っておらず、セネガルのパスポートしかない。彼自身は「実のところ、自分をイタリア人と定義する紙切れは求めていないんだ。」と述べている。ラメが稼いだ実収入は130万ドルから270万ドルと推定されている。